# Dance Central: Spotlight
Dance Central : Spotlight est un jeu vidéo de rythme développé par Harmonix et édité par Microsoft Studios, sorti en 2014 sur Xbox One.

## Accueil
- IGN : 7,4/10[1]